# روبن البس
روبن البس (انگلیسی: Rubén Albés؛ زادهٔ ۲۴ فوریهٔ ۱۹۸۵) بازیکن فوتبال اهل اسپانیا است.